# Merindad de Montija
Merindad de Montija è un comune spagnolo di 756 abitanti situato nella comunità autonoma di Castiglia e León.

## Località
Il comune comprende le seguenti località:
- Agüera
- Baranda
- Bárcena de Pienza
- Barcenillas del Rivero
- Bercedo
- Cuestahedo
- Gayangos
- Edesa
- Loma de Montija
- Montecillo
- Noceco
- Quintanahedo
- Quintanilla de Pienza
- Quintanilla Sopeña
- Revilla de Pienza
- San Pelayo
- Villalázara
- Villasante (capoluogo)